# Yajnopavita

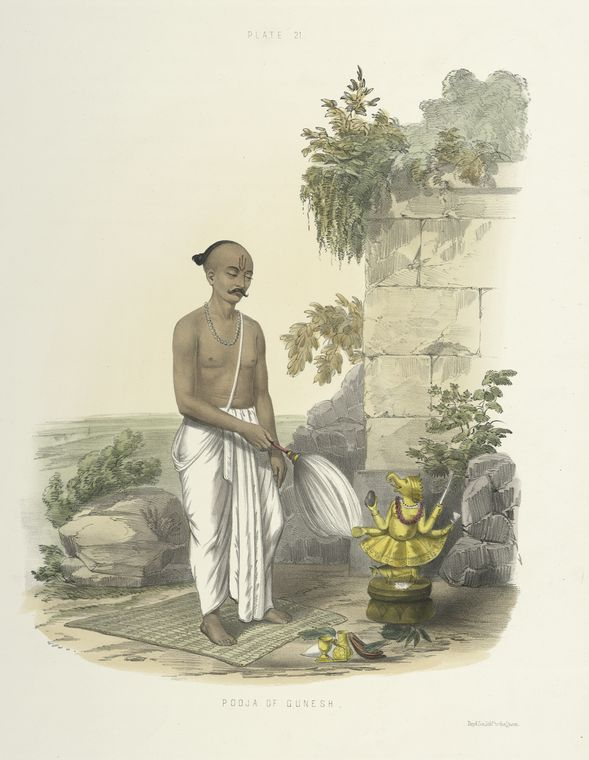
Un hindou pratiquant la puja devant une statue de Ganesh. Lithographie de 1851, tirée de The Sundhya or the Daily Prayers of the Brahmins.

Le yajnopavita (IAST: yajñopavīta), littéralement « ceint (du cordon sacré) pour le sacrifice (yajna) » désignait à l’origine  l’upanayana, un des douze rites de passage (samskara) dans l'hindouisme, avant de désigner le cordon lui-même.
Les membres des trois castes supérieures sont alors initiés, et ils deviennent ainsi des « deux-fois nés » (dvija); ils reçoivent un cordon sacré, de coton pour les brahmanes, de chanvre pour les kshatriyas et de laine pour les vaishyas. Ce cordon était autrefois uniquement porté lors des rituels. Il se porte sur l'épaule gauche et sous le bras droit. Seuls les membres des trois premières castes reçoivent et portent ce cordon.
Dans d'autres religions comme le judaïsme, il existe aussi des cordons sacrés.

## Galerie

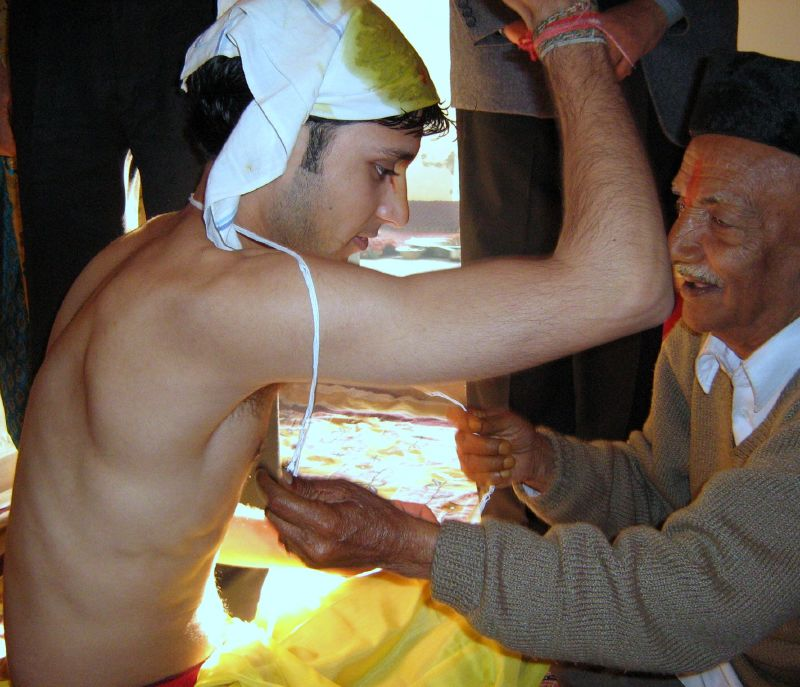
Remise du cordon sacré à un enfant lors de l'Upanayana.
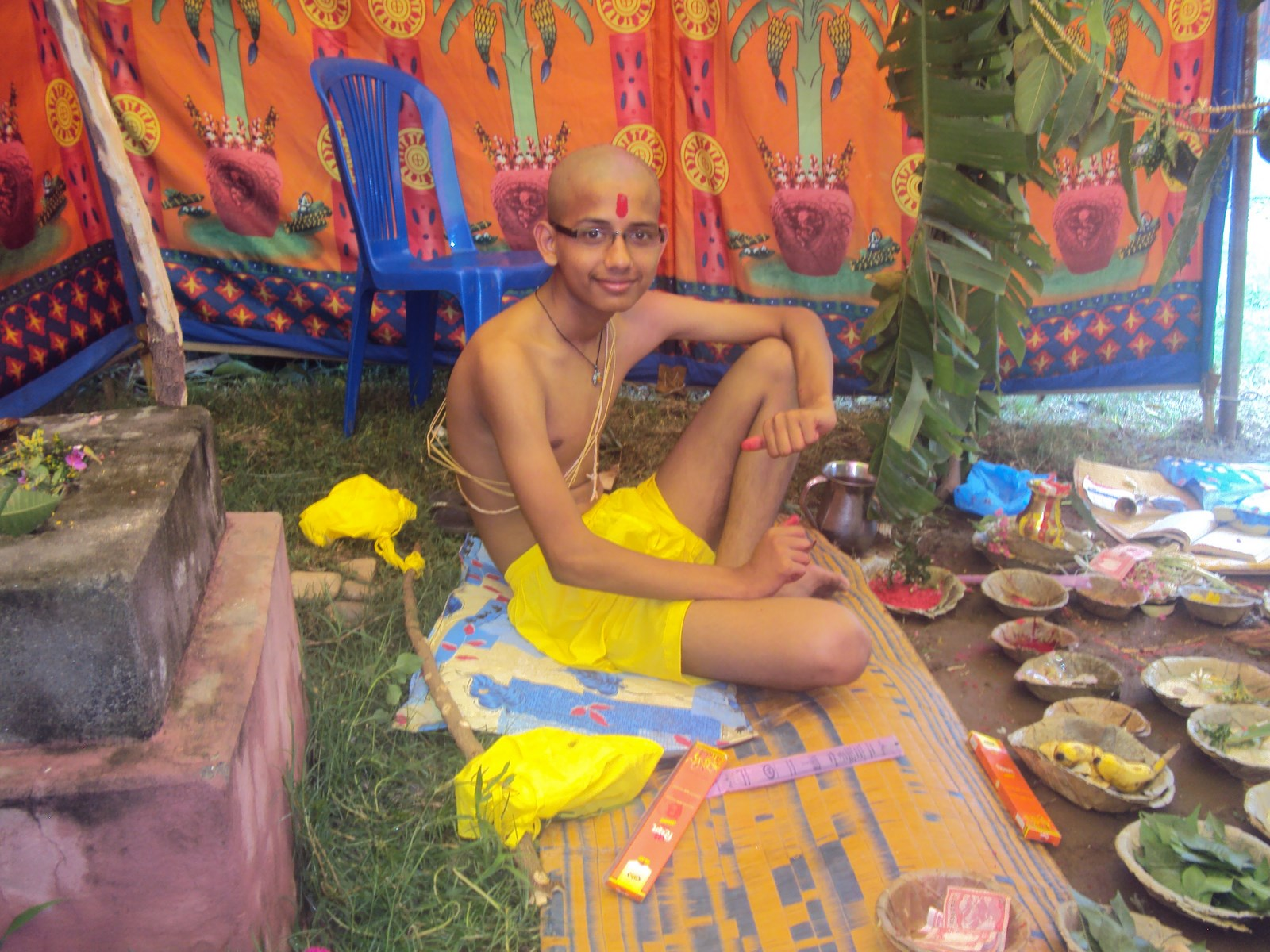
Un enfant qui vient de recevoir le cordon sacré.